# Horst Stahnisch
Horst Stahnisch (* 8. Juli 1921 in Düben; † 2008) war ein deutscher Bauingenieur, Schornsteinfeger und Lokalpatriot der Stadt Bad Düben.

## Leben

### Jugend
Horst Stahnisch wurde am 8. Juli 1921 in Düben (heute Bad Düben) an der Mulde als Sohn seiner Mutter Olga und seines Vaters Max geboren. Als 12-Jähriger wurde er für die Rettung eines Mitschülers aus dem gefrorenen Mittelmühlen-Teich mit der Lebensrettungsmedaille ausgezeichnet.

### Beruf
Nach 8 Jahren Volksschule begann er mit der Lehre eines Schornsteinfegers. Als Lehrling wurde er der Reichssieger im Berufswettstreit der Schornsteinfeger und anderer handwerklicher Berufe und schloss seine theoretische und praktische Gesellenprüfung ein ¾ Jahr früher mit dem Prädikat „sehr gut“ ab, erhielt von der Schornsteinfegerinnung den Staatspreis verliehen und wurde ins Buch der Begabtenförderung des Deutschen Aufbauwerkes aufgenommen. Der Zweite Weltkrieg setzte seiner weiteren beruflichen und sportlichen Entwicklung ein vorzeitiges Ende. Als Fallschirmjäger wurde er im Mai 1941 bei einem Absprung über Kreta schwer, wodurch ein Arm versteift wurde und ihm nur noch eine halbe Lunge blieb. Nach seiner Rückkehr begann er mit Unterstützung der Begabtenförderung ein Studium zum Bauingenieur. Die 1945 durch die Wehrmacht gesprengte Muldebrücke in Bad Düben wurde unter Leitung von Horst Stahnisch durch eine im November 1945 fertiggestellte Behelfsbrücke mit 25 Tonnen Traglast ersetzt. In Höxter setzte er 1946 sein Studium fort, beendete es erfolgreich und war später in der Filfmabrik Wolfen als Bauleiter und Oberingenieur tätig und leitete eine Abteilung mit mehreren hundert Angestellten. Im Alter von 60 Jahren ging er im Jahr 1981 in den Ruhestand.

## Fußballsport und "Horst-Stahnisch-Sportstadion"
Am 1. Juni 1947 begann unter der Leitung und Organisation von Horst Stahnisch der Bau des Sportplatzes am Moorbad und wurde im Juni 1949 eingeweiht. Der Platz am Moorbad wurde zum Publikumsmagneten in den 1950er und 1960er Jahren. Durch seine berufliche Tätigkeit in Wolfen verpflichtete er höherklassige Mannschaften und sorgte für fußballerische Höhepunkte. Er war Sektionsleiter, technischer Leiter, Mannschaftsbetreuer, organisierte die Fahrten und schrieb die Spielberichtsbögen.
Schon 1956 wurde bekannt, dass auf dem Sportplatz am Moorbad ein Gästehaus für den Kurbetrieb gebaut werden sollte. Wieder war ein neues Stadion gefragt, Horst Stahnisch verhandelte mit dem Besitzer und leistete Überzeugungsarbeit und wahr als ehrenamtlicher Projektant tätig. Die feierliche Einweihung fand zu Pfingsten 1965 mit dem Eröffnungsspiel gegen Okula Nyrsko statt. Als Namen für das neue Stadion war damals "Horst-Stahnisch-Stadion" im Gespräch. Dies lehnte Stahnisch bescheiden ab, worauf sein Vorschlag "Sportplatz Muldenaue" angenommen wurde. Ihm zu ehren wurde das Stadion später in "Horst-Stahnisch-Sportstadion" umbenannt.

## Ehrungen
Für seinen Einsatz für den Fußballsport, den Wiederaufbau der im Krieg zerstörten Muldebrücke und vor allem für seinen Einsatz im Fußballsport und dem Bau des Fußballstadions wurde er am 17. Januar 2008 zum 2. Ehrenbürger der Stadt Bad Düben ernannt. Die Laudation hielt Siegfried Krug. Horst Stahnisch konnte die Auszeichnung am Tag der Ernennung nicht persönlich in Empfang nehmen. Nur kurze Zeit später verstarb Host Stahnisch im gleichen Jahr.